# Alexander Archipenko

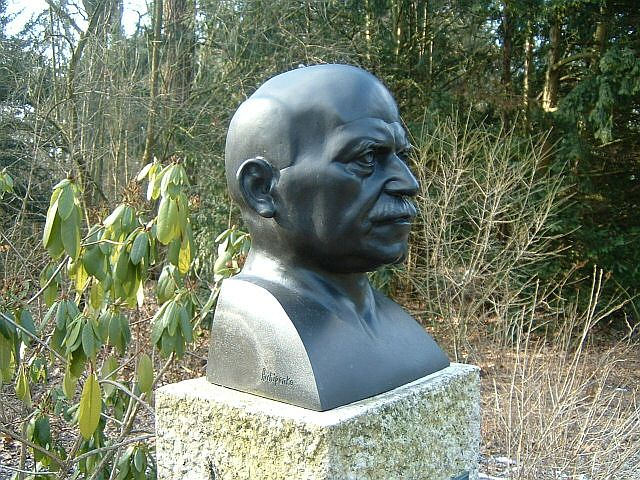
Archipenkova busta ve Frankfurtu

Alexander Archipenko (ukr. Olexandr Porfyrovyč Archypenko, ruš. Alexandr Archipenko, 30. května 1887, Kyjev – 25. února 1964, New York) byl ukrajinsko-americký sochař a grafik, představitel avantgardy, nejčastěji řazený ke kubismu.

## Život
Umění studoval v letech 1902–1905 na umělecké škole v Kyjevě. Roku 1906 odjel do Moskvy, kde začal mít první umělecké úspěchy. Byl tehdy silně ovlivněn tradicí byzantského a ruského umění – zejména pravoslavnými ikonami a chrámovými freskami.
V roce 1909 Rusko opustil a odjel do Paříže. Zde ho ohromilo Picassovo dílo a nastupující kubismus. Rychle kubistické přístupy včlenil do vlastních prací. Velkým inspiračním zdrojem se pro něj stalo rovněž starověké umění vystavené v galerii Louvre. Roku 1910 již vystavoval v Salon des Indépendants a Salon d'Automne po boku předních pařížských avantgardních umělců (Sonia Delaunay-Terková, Kazimir Malevich, Pablo Picasso, Georges Braque, André Derain).
Roku 1912 si v Paříži otevřel vlastní uměleckou školu, kterou o dva roky později přestěhoval do Nice. Další školu si otevřel v roce 1921, když přesídlil do Berlína, odkud však odešel v roce 1923 před hrozbou fašismu[zdroj?]. (Archipenkovy obavy z nacistů nebyly plané, 22 jeho děl, která byla v německých muzeích, byla nacisty zničena jakožto zvrhlé umění.) Odjel do Spojených států a usadil se již natrvalo v New Yorku. Americkým občanem se stal v roce 1928. I v New Yorku založil uměleckou školu, ovšem také v Los Angeles či Chicagu.

## Dílo

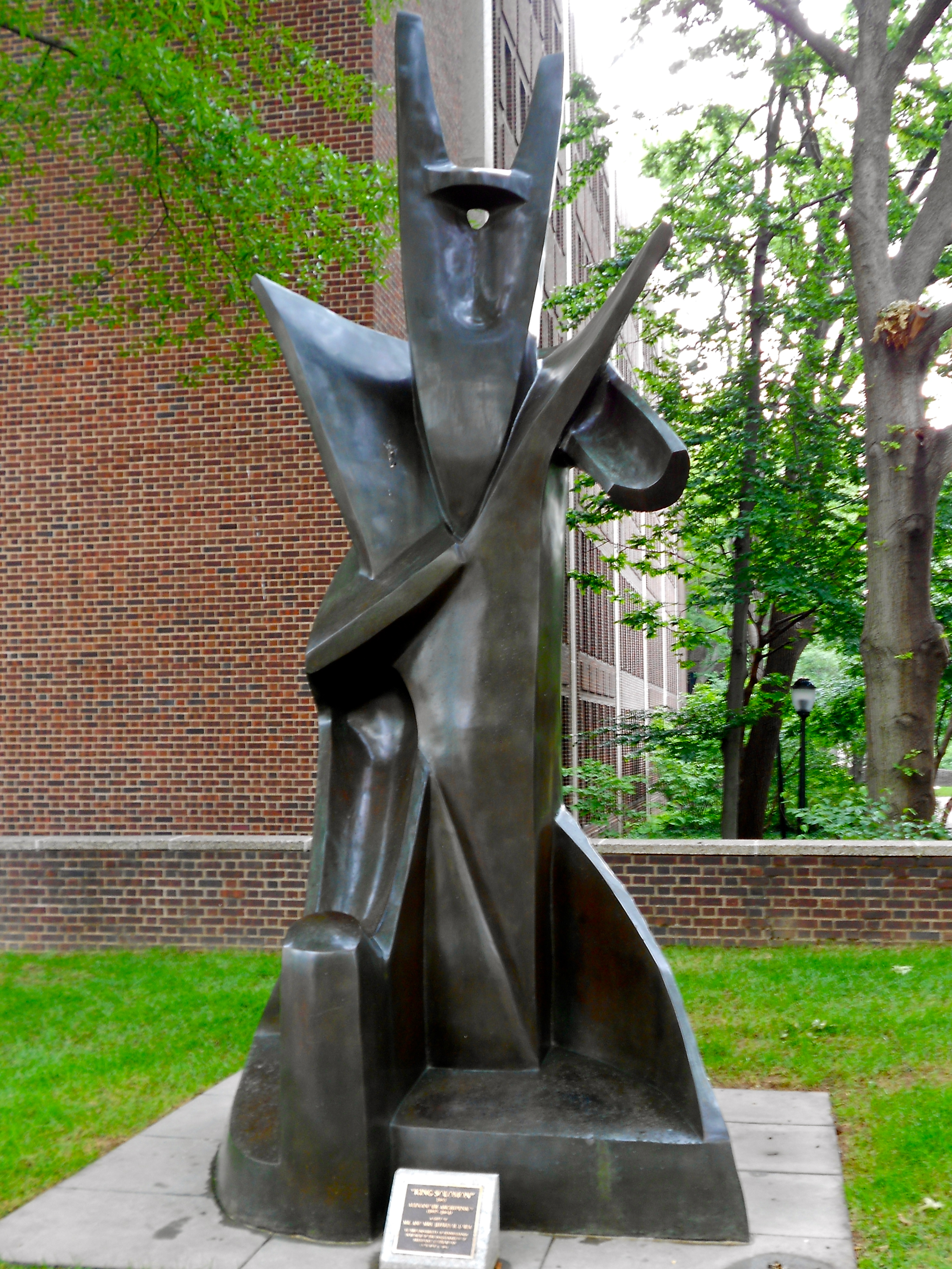
Král Šalamoun (1963)

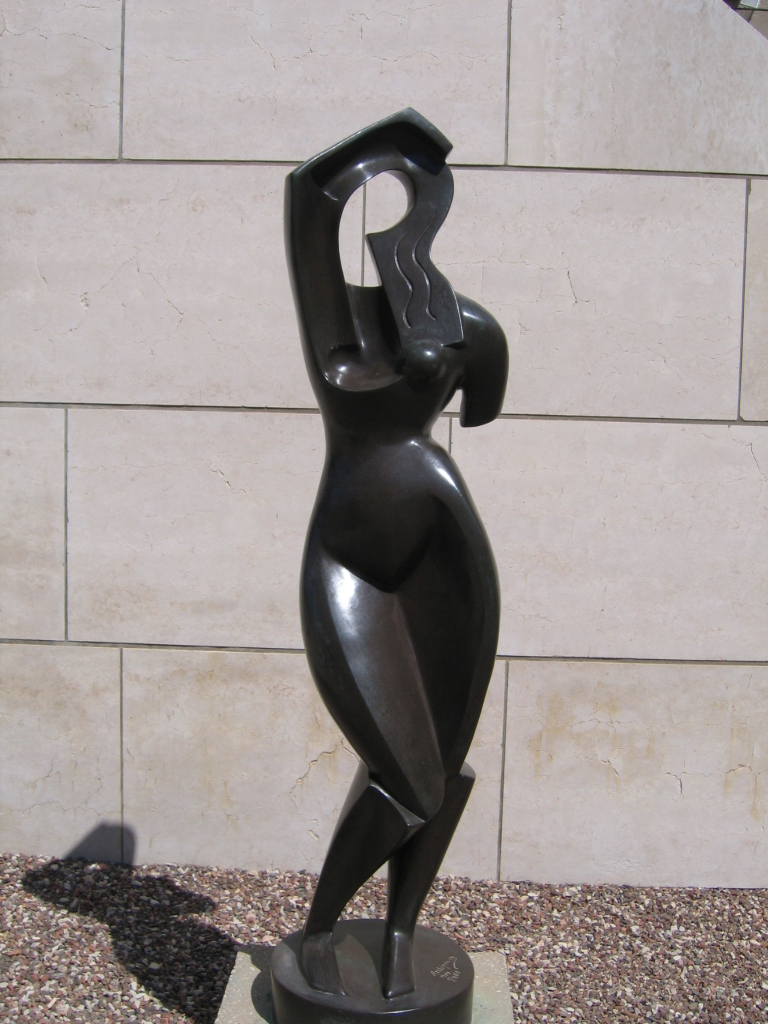
Žena česající si vlasy (1914)

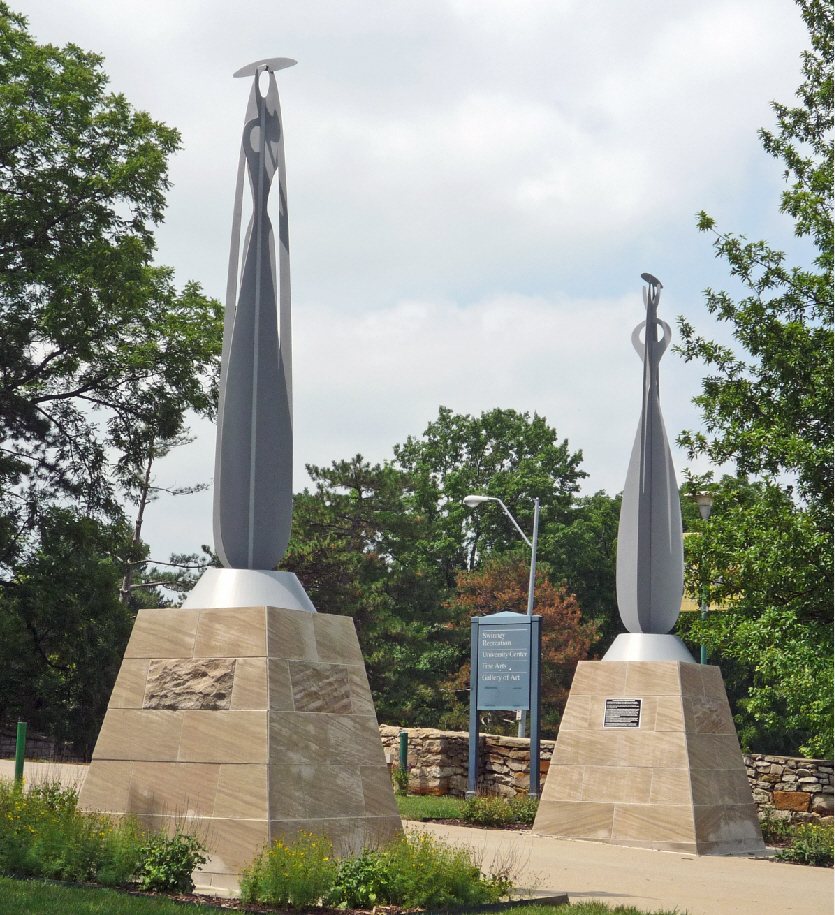
Sochy u campusu UMKC, USA (1950)

Věnoval se především figurálnímu sochařství. V roce 1947 prvně užil ve své tvorbě plexisklo, jako jeden z prvních sochařů vůbec. Kromě klasických soch modeloval tzv. sculpto-peintures, jakési přechodové formy mezi sochou a obrazem, i v tom drží prvenství. Na výstavě Armory Show v New Yorku představil i své grafiky.
Martina Glenn o jeho stylu na webu Artmuseum.cz napsala: „Bývá spojován s hnutím kubismu, který pozměnil a znovu definoval tradiční postupy při popisování lidské formy. Figury v jeho tvorbě byly vytvořeny užitím prostoru a neprostoru a dopadu světla na určité části sochy. Jeho sochy jsou paradoxně tvořeny mezerami a ne materiálem, který je obklopuje. Archipenkovy sochy jsou s největší pravděpodobností prvními sochami, které představily podobné koncepty v konstrukci, a ukázaly tak radikální odklon od klasické tradice sochařství. Užití děr a prostoru vytvořilo nový přístup v náhledu na lidskou formu, což bývá kubisty popsáno jako fragmentování subjektu.“
Článek v anglické Wikipedii obsahuje galerii soch A. Archipenka, které zatím nebyly uvolněny pro vložení na Wikimedia Commons.